# 利马索尔

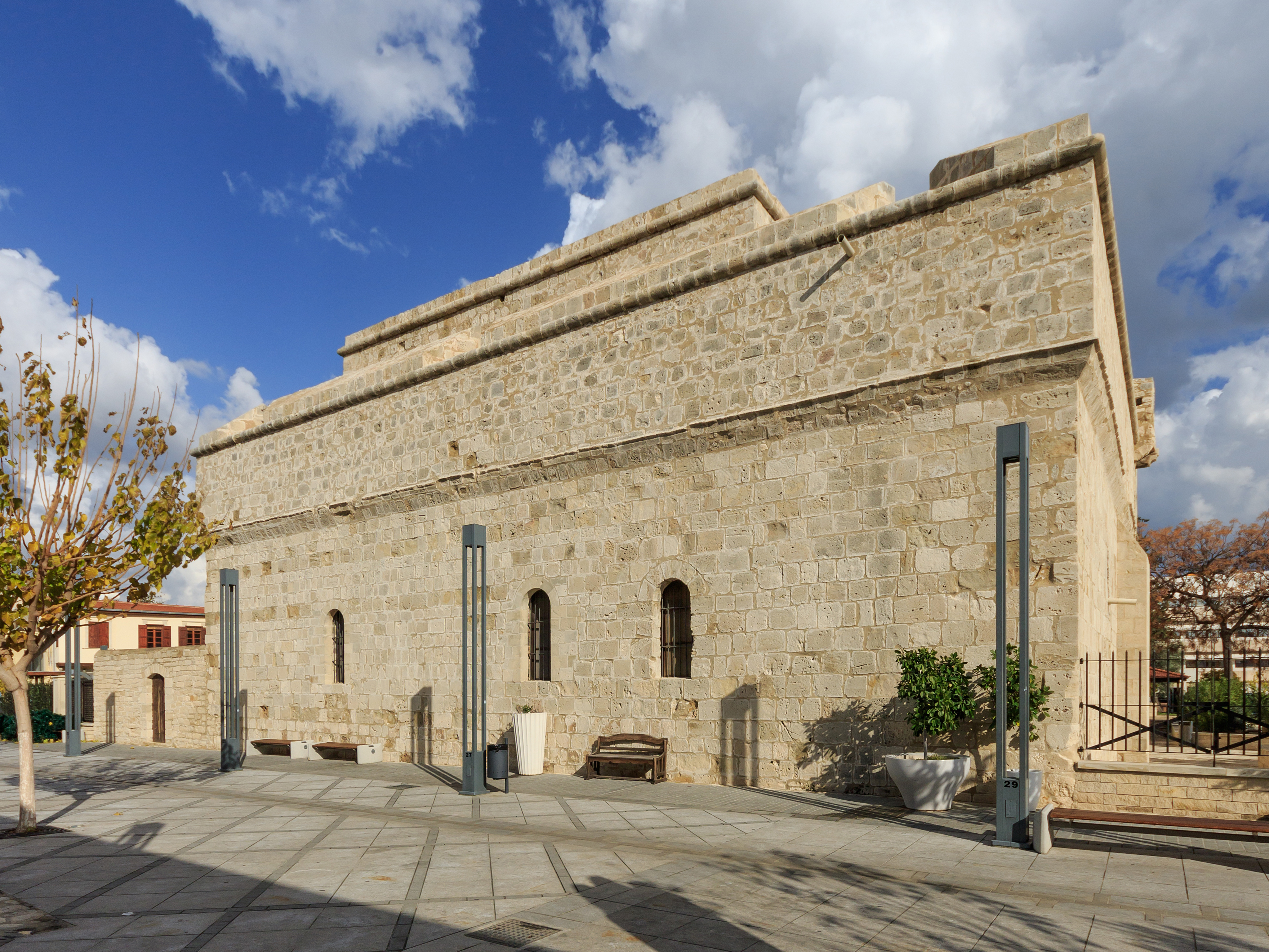

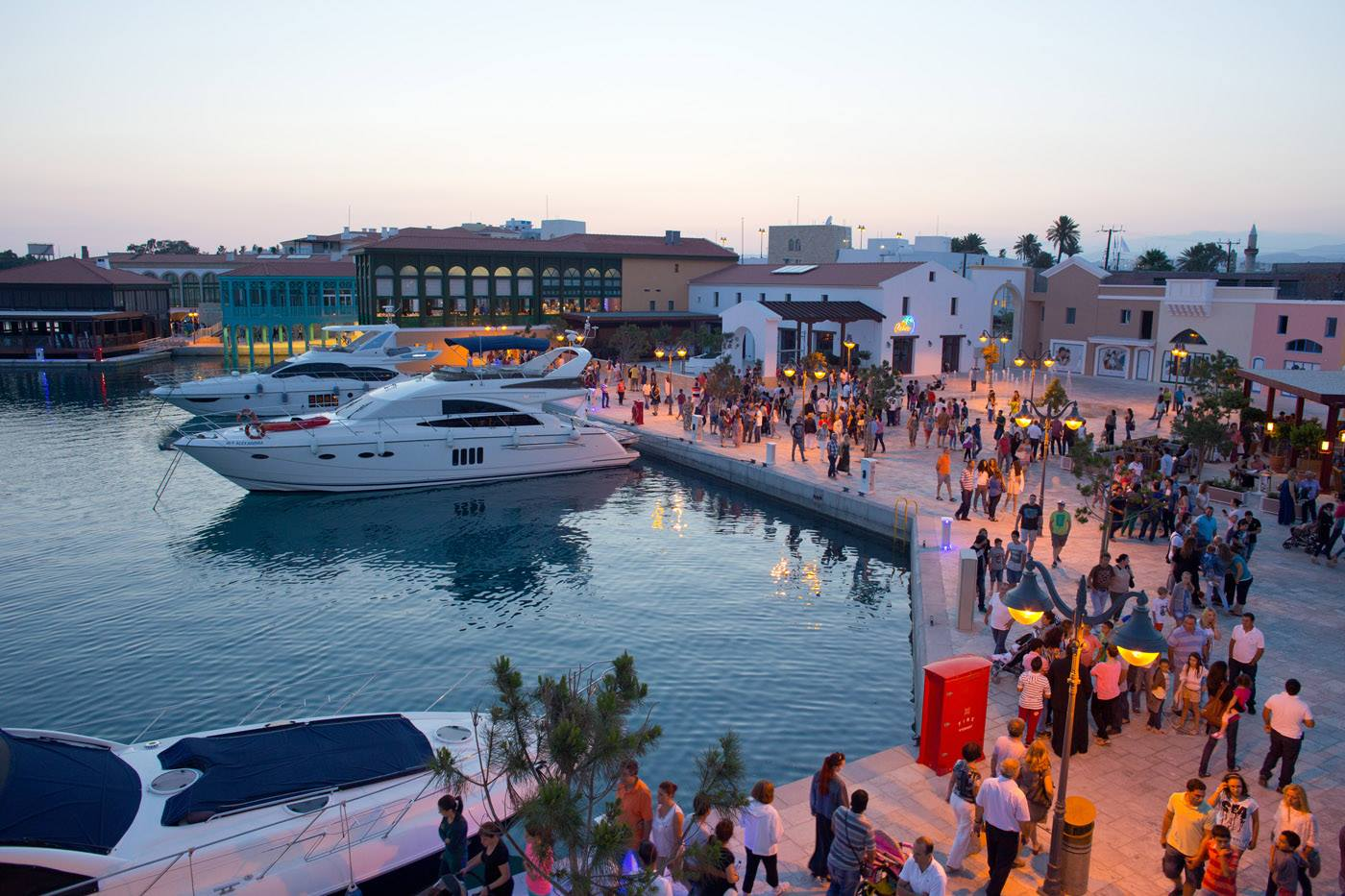

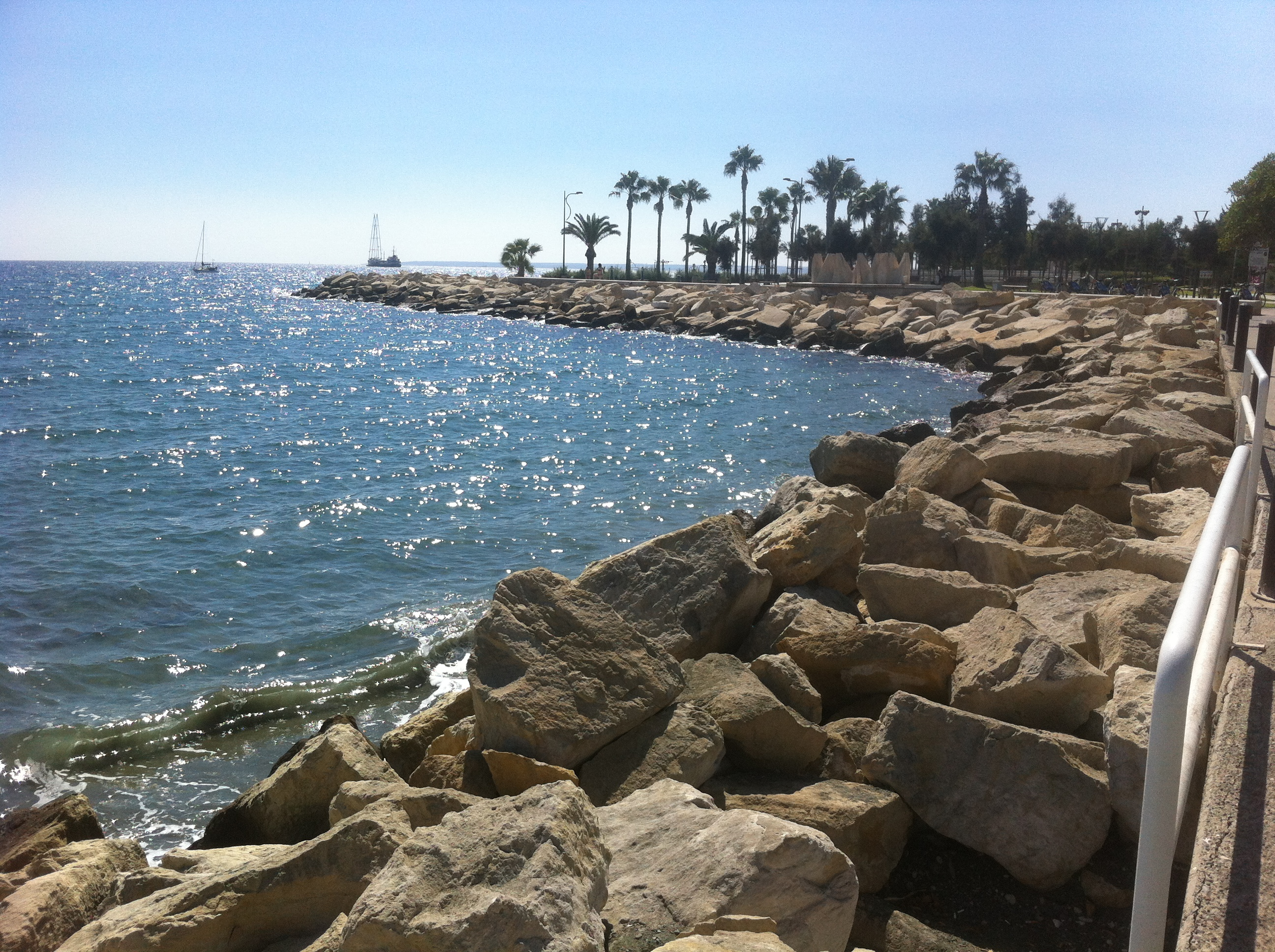

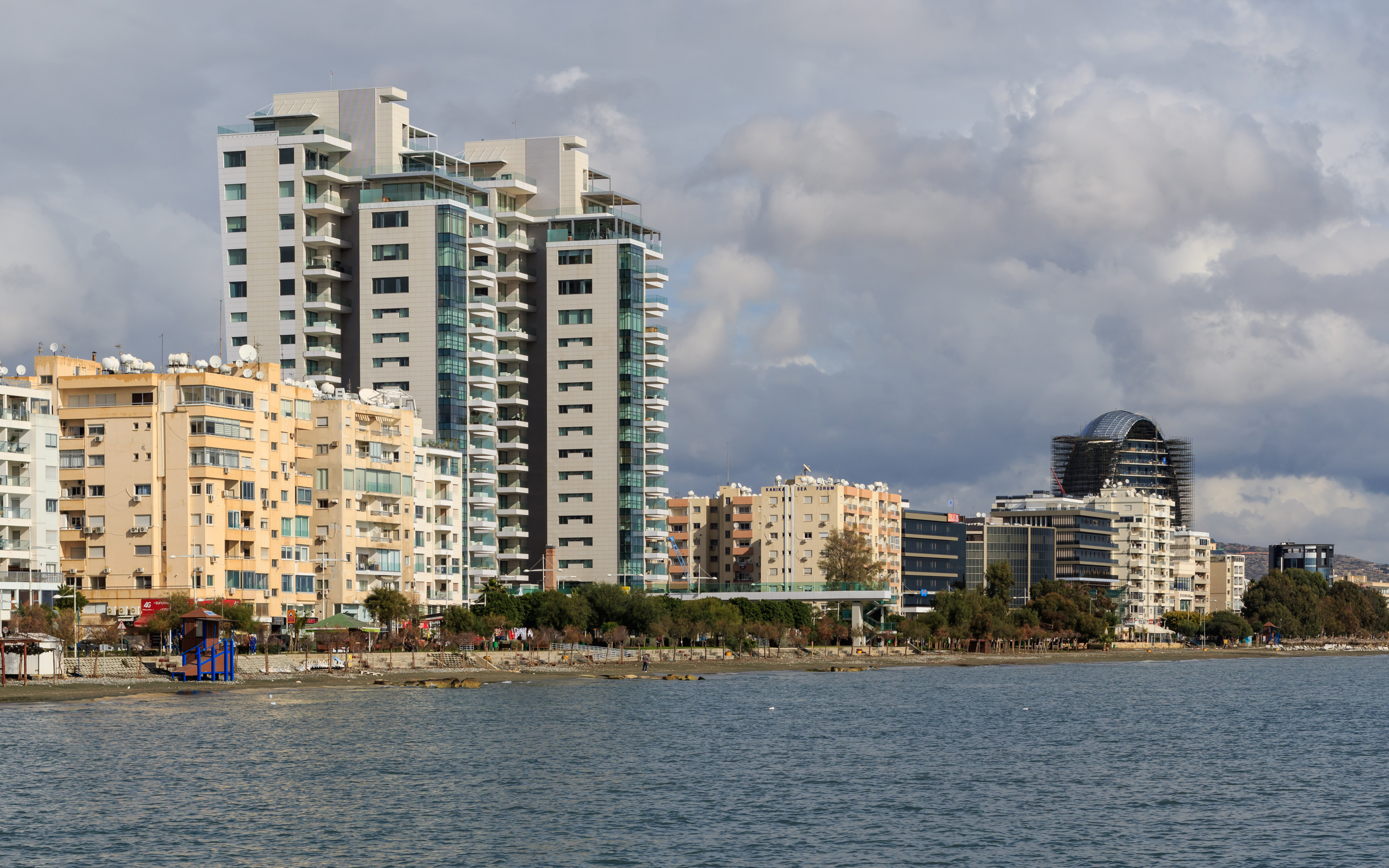

利馬索爾（希臘語：Λεμεσός；土耳其語： 或 ），又按希腊语名译为莱梅索斯，塞浦路斯的第二大城市，人口約26萬。利馬索爾位于塞浦路斯岛南岸，是利馬索爾区的首府。利馬索爾西临塞浦路斯英属基地区。
利馬索爾位于古希腊名城阿马苏斯和库里翁当中，在东罗马帝国时期被称为“新城”（Neapolis）。1191年阿马苏斯被英国国王狮心理查摧毁后，利馬索爾开始得到发展。

## 友好城市
利馬索爾与下列城市结为友好城市：
- 中国 广州[5]
- 中国 南京
- 埃及 亚历山大港
- 法國 马赛
- 德国 下卡塞尔
- 希腊 約阿尼納
- 希腊 伊拉克利翁
- 希腊 帕特雷
- 希腊 罗得
- 希腊 塞薩洛尼基
- 希腊 扎金索斯
- 以色列 海法